# Davide Biondini
Davide Biondini (Montiano, 24 de janeiro de 1983) é um ex-futebolista profissional italiano que atuava como meio-campo.